# Oratorio dei Filippini

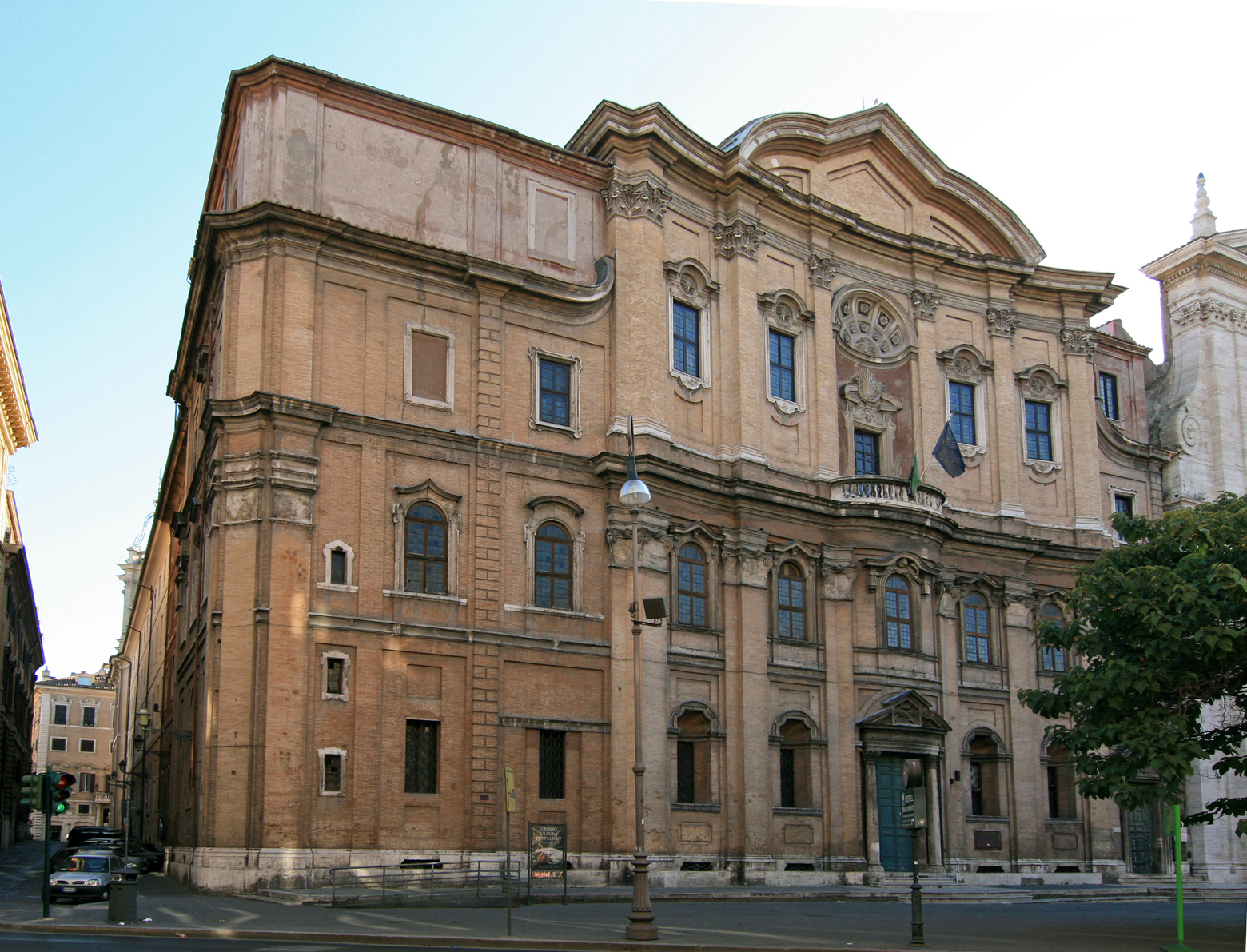
A belíssima fachada do Oratorio, obra de Borromini, na Piazza della Chiesa Nuova.

Oratorio dei Filippini, conhecida também como Casa dei Filippini, é um convento localizado na Via della Chiesa Nuova, nos riones Ponte e Parione de Roma, de frente para a Piazza della Chiesa Nuova. O complexo engloba também a Chiesa Nuova, Biblioteca Vallicelliana e está delimitado pela Via dei Filippini, a Piazza dell'Orologio e a Via del Governo Vecchio. Obra de Francesco Borromini, foi construído entre 1637 e 1667 para a Congregação do Oratório, cujos conventos são chamados de "oratórios".

## História

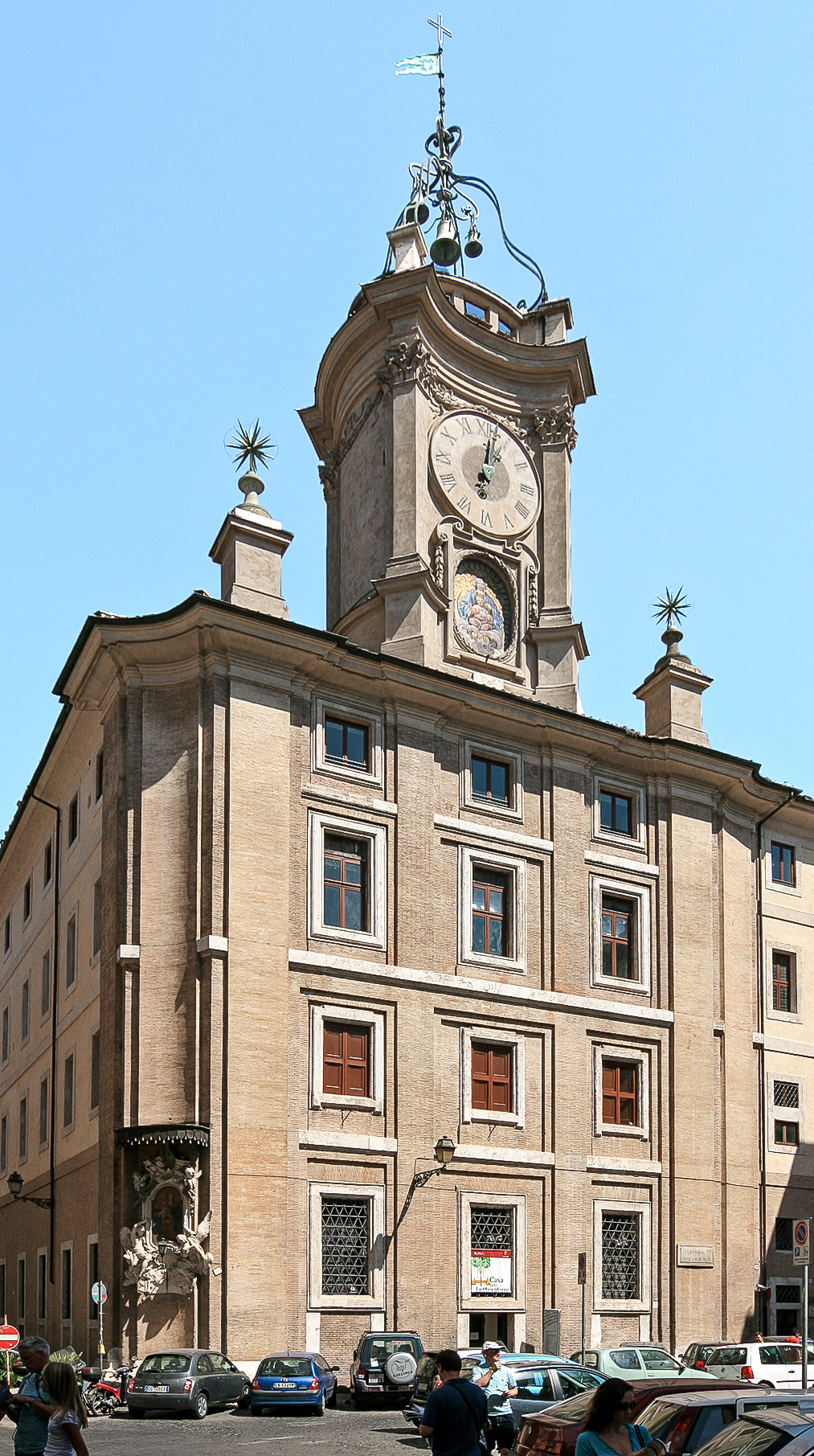
Fachada na Piazza dell'Orologio.

Um convento foi construído pela primeira vez para São Filipe Neri em 1572 pelo papa Gregório XIII, projetado por Martino Longhi, o Velho, incluindo a antiga igreja de Santa Cecilia de Turre Campi na Via del Governo Vecchio. Entre 1637 e 1640, Borromini foi contratado pela Congregação do Oratório para realizar uma grande reforma e reconstrução, dando origem a um novo oratório que seria construído bem ao lado da nova igreja da ordem, Santa Maria in Vallicella, conhecida como Chiesa Nuova. Em estilo barroco, o oratório tem uma disposição biaxial determinada por um altar-mor no eixo longitudinal e pela entrada que se projeta no eixo transversal.
A fachada representa a novidade do estilo austero e tecnicamente rigoroso de Borromini. O corpo principal está subdividido em cinco setores por lesenas dispostas numa superfície côncava; muito vívido é o contraste entre a parte central da primeira ordem, curvada na direção exterior, e a profundidade dos nichos com falsas reentrâncias na ordem superior. O formato do tímpano, realizado pela primeira vez com um misto de linhas curvas e retas, gera um movimento distinto e único no conjunto. Construída em tijolos a pedido da congregação, a fachada é típica de Borromini, que gostava de utilizar materiais simples, incluindo também o estuque e o gesso.
Em 1640, o complexo já estava em uso e, em 1643, a biblioteca, conhecida como Biblioteca Vallicelliana, estava completa. Ela foi criada por São Filipe em 1581 e é a mais antiga biblioteca pública de Roma. Numa esquina do oratório, na moderna Piazza dell'Orologio, Borromini uma pequena fachada para o complexo dos oratorianos de frente para uma praça na Via dei Banchi Nuovi. Apesar de o projeto da parte inferior ser bastante sóbrio, a pequena torre com um relógio é marcada pelo contraste de linhas côncavas e convexas típico do arquiteto. Ela é encimada por um castelo com volutas de ferro que seguram um sino e é flanqueada por dois cipos com duas esculturas de bronze de estrelas com 24 pontas. Sob o relógio, no interior da fachada côncava da pequena torre, está um belo mosaico com um desenho de Pietro da Cortona representando a famosa Madonna della Vallicella. A praça imediatamente após a construção passou a ser chamada de Piazza dell'Orologio. 
O edifício foi confiscado pelo estado italiano depois da captura de Roma (1870) e foi, por trinta anos, sede de tribunais. A partir de 1922, passou a abrigar o Archivio Storico Capitolino e, a partir da década de 1930, o Istituto Storico Italiano per il Medio Evo (com entrada na Piazza dell'Orologio). A partir de 2000, sedia também a Casa delle Letterature, a primeira "Casa" de um novo sistema cultural da cidade de Roma. Finalmente, ali está sediado também, com entrada na Via dei Filippini, o Teatro dell'Orologio.

## Interior
Há três claustros no complexo, o menor deles logo adiante da entrada, um bem grande do outro lado da sacristia (em italiano:  Cortile degli Aranci) e um de formato irregular atrás da abside da igreja. Perto deste último, atrás do canto esquerdo da abside, está um belo refeitório com uma pouco usual planta elíptica.
Na escadaria que leva até a biblioteca estão modelos de gesso em tamanho natural dos relevos de Alessandro Algardi "O Encontro de Átila com o Papa Leão" (a obra em mármore está na Basílica de São Pedro) e "O Milagre de Santa Inês" (executada por Ercole Ferrata e Domenico Guidi, assistentes de Algardi; a versão em mármore, que era para ser a peça de altar do altar-mor de Sant'Agnese in Agone, jamais foi realizada).
Foi neste convento que São Filipe realizou as primeiras apresentações musicais de coro e um artista tocando solo, a origem do termo oratório. Porém, eles não eram realizados na atual capela privada do convento que fica logo depois da entrada, à esquerda, parte da obra de Bernini e hoje desconsagrada. Oratorianos utilizavam esta capela especialmente no inverno, quando a igreja era fria demais. Desde a desconsagração, esta sala é conhecida como Sala dell'Organo.